# Raquel Cardoso
Raquel Cardoso este un om politic portughez, membru al Parlamentului European în perioada 1999-2004 din partea Portugaliei. 
1. ↑   http://www.europarl.europa.eu/meps/en/25803/RAQUEL_CARDOSO/history/5 Lipsește sau este vid: |title= (ajutor)
2. ↑  Deputații în Parlamentul European